# 2015年韓國劇集列表
《2015年韓國電視劇集列表》為2015年韓國各電視台所播出之電視劇。

## 電視台

### 無線電視
- KBS1
- KBS2
- MBC
- SBS

### 有線電視
- tvN
- OCN
- KBS Drama
- MBC Drama
- MBC every1
- Mnet
- SBS Plus
- O`live（朝鲜语：올'리브）
- OnStyle
- E Channel（朝鲜语：E채널）
- DRAMAcube（朝鲜语：드라마큐브）

### 綜合編成
- JTBC
- MBN
- TV朝鮮

## 2015年冬季（1月至3月）
| 播放日期 播放時間(KST)                                                       | 逢 星 期 | 中文劇名 韓文劇名                   | 集 數 | 電 視 台   | 演員                                                   | 演員 | 官方 網頁                                       | 平均收視率 （全國） | 平均收視率 （全國） |
| 播放日期 播放時間(KST)                                                       | 逢 星 期 | 中文劇名 韓文劇名                   | 集 數 | 電 視 台   | 主演                                                   | 其他演員 | 官方 網頁                                       | TNmS                | AGB                 |
| ---------------------------------------------------------------------------- | -------- | ----------------------------------- | ----- | ---------- | ------------------------------------------------------ | --- | ----------------------------------------------- | ------------------- | ------------------- |
| 0上一季－0下一季 7時50分－8時30分                                            | 一至五   | 暴風的女子 폭풍의 여자              | 140   | MBC        | 朴宣暎 高恩美                                          | 玄宇成、鄭燦、鮮于在德、朴俊赫、尹素貞、李珠實、朴貞洙                                                                 | 網頁（页面存档备份，存于）                      | 15.20%              | 13.23%              |
| 0上一季－01月2日 8時30分－9時10分                                            | 一至五   | 清潭洞醜聞 청담동 스캔들            | 119   | SBS        | 崔貞允 李重文                                          | 康星民、徐恩彩、任性彥、潘曉靜、林河龍、俞知仁、金慧渲、李尚淑、金承煥、李慧殷、楊海琳                                 | 網頁（页面存档备份，存于）                      | 15.43%              | 14.76%              |
| 01月5日－0下一季 8時30分－9時10分                                            | 一至五   | 恍惚的鄰居 황홀한 이웃              | 119   | SBS        | 尹孫河                                                 | 徐道永、尹熙錫、朴潭熙、盧英國、崔日和、李德姬、李美英、徐范錫、趙軟祐、李自英、安妍紅、全益玲、金娜映、白旼賢、金奎善 | 網頁（页面存档备份，存于）                      | 12.82%              | 11.49%              |
| 0上一季－02月27日 9時00分－9時40分                                           | 一至五   | 一片丹心蒲公英 일편단심 민들레      | 134   | KBS2       | 金佳恩 洪仁永                                          | 尹善宇、全承彬、金河均、周旻荷、盧英學、金振序                                                                         | 網頁                                            | －                  | 9.90%               |
| 03月2日－0下一季 9時00分－9時40分                                            | 一至五   | 依然綠茵的日子 그래도 푸르른 날에   | 129   | KBS2       | 宋昰昀 李海宇                                          | 鄭怡娟、金民修、吳美妍、朴賢淑、尹海英                                                                                 | 網頁（页面存档备份，存于）                      | 10.95%              | 10.25%              |
| 0上一季－0下一季 9時40分－10時20分                                           | 一至四   | 家族的秘密 가족의 비밀              | 103   | tvN        | 申恩慶                                                 | 金承洙、車和娟、柳太準、李一花、柳孝榮、安政勳、申東美、柳瑞真                                                         | 網頁（页面存档备份，存于）                      | －                  | 下一季              |
| 0上一季－01月2日 19時15分－19時55分                                          | 一至五   | 說出你的願望 소원을 말해봐          | 122   | MBC        | 吳知恩 奇太映                                          | 劉浩琳、車和娟、金美京、金英玉、延俊錫、林志恩、李宗秀                                                                 | 網頁（页面存档备份，存于）                      | 9.28%               | 8.87%               |
| 01月5日－0下一季 19時15分－19時55分                                          | 一至五   | 不屈的車女士 불굴의 차여사          | 111   | MBC        | 金甫娟                                                 | 吳光祿、李可寧、朴胤載、申敏秀、河戀姝、金容建、鄭永琡                                                                 | 網頁（页面存档备份，存于）                      | 9.15%               | 8.63%               |
| 0上一季－0下一季 19時20分－20時00分                                          | 一至五   | 奔跑吧薔薇 달려라 장미              | 123   | SBS        | 李英雅 高周元                                          | 柳鎮、鄭俊、尹周熙、李詩媛、全國煥、鄭愛利、金青、尹宥善                                                               | 網頁（页面存档备份，存于）                      | 10.84%              | 10.19%              |
| 0上一季－0下一季 19時50分－20時30分                                          | 一至五   | 甜蜜的秘密 달콤한 비밀              | 102   | KBS2       | 申素律 金興銖                                          | 楊鎮宇、鄭東煥、金惠鈺、金應洙、許真、李敏芝、黃仁英                                                                   | 網頁                                            | 18.67%              | 18.19%              |
| 0上一季－0下一季 20時25分－21時05分                                          | 一至五   | 我的愛屬於你 당신만이 내사랑        | 120   | KBS1       | 韓彩雅 成赫                                            | 池珠妍、崔大哲、姜南吉、金海淑、鄭漢溶、文熙慶、史美子、李孝春、李瑩河、金民教、韓宥伊、姜新孝                         | 網頁（页面存档备份，存于）                      | 27.05%              | 26.58%              |
| 0上一季－0下一季 20時55分－21時30分                                          | 一至五   | 狎鷗亭白夜 압구정 백야              | 149   | MBC        | 朴河娜 姜恩卓                                          | 金民修、白玉丹、鄭惠先、韓振熙、朴惠淑、林采茂、金英蘭、李甫姬、沈亨倬、李周炫、琴丹菲、宋元根                         | 網頁（页面存档备份，存于）                      | 12.60%              | 12.73%              |
| 0上一季－02月10日 22時00分－23時15分                                         | 一二     | Healer 힐러                         | 20    | KBS2       | 池昌旭 朴敏英 劉智泰                                   | 都知嫄、朴相元、朴相勉、金美京、禹喜珍、吳光祿、朴元相、吳鐘赫、余鎬民                                                 | 網頁（页面存档备份，存于）                      | 7.57%               | 8.56%               |
| 02月16日－0下一季 22時00分－23時15分                                         | 一二     | Blood 블러드                        | 20    | KBS2       | 安宰賢 具惠善 池珍熙                                   | 權賢尚、孫秀賢、朴英玲、鄭慧星、趙在允                                                                                 | 網頁（页面存档备份，存于）                      | 5.17%               | 4.74%               |
| 0上一季－01月13日 22時00分－23時15分                                         | 一二     | 傲慢與偏見 오만과 편견              | 21    | MBC        | 崔真赫 白珍熙                                          | 崔民秀、孫暢敏、金娜雲、崔宇植、盧宙鉉、金汝真                                                                         | 網頁（页面存档备份，存于）                      | 9.77%               | 10.38%              |
| 01月19日－0下一季 22時00分－23時15分                                         | 一二     | 輝煌或瘋狂 빛나거나 미치거나        | 24    | MBC        | 張赫 吳漣序                                            | 李荷妮、林周煥、李德華、柳承秀、羅鍾燦                                                                                 | 網頁（页面存档备份，存于）                      | 10.27%              | 11.31%              |
| 0上一季－02月17日 22時00分－23時15分                                         | 一二     | Punch 펀치                          | 19    | SBS        | 金來沅 金亞中 曹在顯                                   | 崔明吉、徐智慧、溫朱莞、宋鈺宿、金應洙、李漢偉、李基英、朴赫權、李令恩、張鉉誠                                         | 網頁（页面存档备份，存于）                      | 10.25%              | 10.50%              |
| 02月23日－0下一季 22時00分－23時15分                                         | 一二     | 聽到傳聞 풍문으로 들었소            | 30    | SBS        | 劉俊相 柳好貞 高我星 李準                              | 張鉉誠 | 網頁（页面存档备份，存于）                      | 9.25%               | 10.29%              |
| 0上一季－02月3日 23時00分－24時20分                                          | 一二     | 有理的愛情 일리 있는 사랑           | 20    | tvN        | 嚴泰雄 李詩英                                          | 李秀赫、崔汝珍、李英蘭、林河龍                                                                                         | 網頁（页面存档备份，存于）                      | －                  | 0.925%              |
| 02月9日－03月31日 23時00分－24時20分                                         | 一二     | 豪苟的愛 호구의 사랑                | 16    | tvN        | 崔宇植 U-ie                                            | 李秀卿、任瑟雍、鄭原仲、吳英實                                                                                         | 網頁（页面存档备份，存于）                      | －                  | 1.096%              |
| 0上一季－03月18日 23時00分－24時10分                                         | 二 ↓ 三  | 善巖女高偵探團 선암여고 탐정단      | 14    | JTBC       | 陳智熙 姜敏兒 惠利 Stephanie Lee 李敏芝                | 金敏俊、李丞涓、黃錫晶                                                                                                 | 網頁                                            | －                  | 0.849%              |
| 0上一季－02月5日 22時00分－23時15分                                          | 三四     | 王的面孔 왕의 얼굴                  | 23    | KBS2       | 徐仁國 趙允熙 李成宰                                   | 金奎吏、申成祿、李順載、安奭奐、朱鎮模、李炳俊、朴柱亨、林志恩                                                         | 網頁（页面存档备份，存于）                      | 6.29%               | 7.23%               |
| 02月11日－02月12日 22時00分－23時15分                                        | 三四     | 謝謝你，兒子啊 고맙다, 아들아       | 2     | KBS2       | 李對淵、尹宥善、安宰民、李雅賢、李正信、崔鎮鎬、金志映 | 李對淵、尹宥善、安宰民、李雅賢、李正信、崔鎮鎬、金志映                                                                 | 網頁（页面存档备份，存于）                      | 6.80%               | 7.25%               |
| 02月25日－0下一季 22時00分－23時15分                                         | 三四     | 不善良的女人們 착하지 않은 여자들   | 24    | KBS2       | 金惠子 蔡時那 李荷娜 都知嫄                            | 李順載、宋再臨、孫暢敏、金知碩                                                                                         | 網頁（页面存档备份，存于）                      | 9.63%               | 12.06%              |
| 01月7日－03月12日 22時00分－23時15分                                         | 三四     | Kill Me Heal Me 킬미 힐미           | 20    | MBC        | 池晟 黃靜茵                                            | 朴書俊、金釉利、吳閔碩                                                                                                 | 網頁（页面存档备份，存于）                      | 10.00%              | 10.13%              |
| 03月18日－0下一季 22時00分－23時15分                                         | 三四     | 憤怒的媽媽 앵그리맘                 | 16    | MBC        | 金喜善 智鉉寓 金裕貞                                   | Baro、吳允兒、金太勳、Lizzy、金希沅                                                                                    | 網頁（页面存档备份，存于）                      | 9.05%               | 7.99%               |
| 0上一季－01月15日 22時00分－23時15分                                         | 三四     | 皮諾丘 피노키오                     | 20    | SBS        | 李鍾碩 朴信惠                                          | 金英光、李侑菲、邊熙峰、陳慶、姜信日、李必模、金光奎、鄭仁基                                                           | 網頁（页面存档备份，存于）                      | 11.00%              | 10.63%              |
| 01月21日－03月26日 22時00分－23時15分                                        | 三四     | 海德、哲基爾與我 하이드 지킬, 나    | 20    | SBS        | 玄彬 韓志旼                                            | 盛駿、惠利、徐睿知、李源根                                                                                             | 網頁（页面存档备份，存于）                      | 5.76%               | 5.29%               |
| 01月28日－03月12日 23時00分－24時00分                                        | 三四     | Miss Mammamia Miss 맘마미아         | 12    | KBS Drama  | 姜星 沈亨倬                                            | 韓高恩、徐道永、張英南、金賀恩                                                                                         | 網頁                                            | －                  | －                  |
| 02月20日 9時10分－11時30分                                                   | 五       | 走向明天擁有它 내일을 향해 뛰어라   | 2     | SBS        | 李玹雨 柳賢京                                          | 安內相、全振序、柳相旭、楊亨旭、朴俊勉                                                                                 | 網頁                                            | 3.50%               | 3.55%               |
| 01月1日－01月2日 17時00分－18時00分 ↓ 17時30分－18時30分                     | 五       | 玉兒家 옥이네                       | 2     | KBS2       | 柳和榮                                                 | 王基石、鄭殷杓、李賢佑、李藝琳、朴尚奎                                                                                 | 網頁（页面存档备份，存于）                      | 1.85%               | 1.85%               |
| 0上一季－03月6日 19時10分－20時20分                                          | 五       | 瑞典洗衣店 스웨덴 세탁소            | 16    | MBC Drama  | 宋昰昀                                                 | 創造、黃英熙、吳尚津                                                                                                   | 網頁                                            | －                  | －                  |
| 01月9日－03月6日 20時30分－21時45分                                          | 五六     | Heart to Heart 하트 투 하트         | 16    | tvN        | 崔江姬 千正明                                          | 李載允、安昭熙、朱鉉、嚴孝燮、陳熙瓊、金愛敬、徐宜淑、崔茂誠、金基邦、黃勝言                                           | 網頁（页面存档备份，存于）                      | －                  | 1.538%              |
| 03月13日－0下一季 20時30分－21時45分                                         | 五六     | Super Daddy 烈 슈퍼대디 열          | 16    | tvN        | 李東健 李幼梨                                          | 李蕊、徐睿知、徐俊英、崔珉、吳珠恩                                                                                     | 網頁（页面存档备份，存于）                      | －                  | 下一季              |
| 01月30日－03月21日 20時50分－22時10分                                        | 五六     | 太陽的都市 태양의 도시              | 15    | MBC Drama  | 金俊                                                   | 鄭珠蓮、鄭民、宋旻晶、金成慶、鄭漢溶                                                                                   | 網頁                                            | －                  | －                  |
| 01月9日－03月6日 21時30分－23時10分                                          | 五       | SPY 스파이                          | 16    | KBS2       | 金在中                                                 | 裴宗玉、劉五性、高聖熙                                                                                                 | 網頁（页面存档备份，存于）                      | 4.44%               | 4.98%               |
| 0上一季－03月28日 21時45分－22時55分                                         | 五六     | 下女們 하녀들                       | 20    | JTBC       | 鄭柔美 吳智昊                                          | 金東昱、李詩雅、全昭旻、李利慶、金甲洙、全盧民、陳熙瓊、、朴哲民、全美善、安內相、李彩英                               | 網頁                                            | －                  | 3.139%              |
| 01月9日－03月27日 23時00分－24時20分↓ 23時20分－24時50分↓ 23時20分－24時40分 | 五       | 七顛八起具海拉 칠전팔기 구해라      | 12    | Mnet       | 閔孝琳                                                 | 郭時陽、鄭振永、Henry、朴廣善、柳星恩、張英南、沈亨倬、尹多勳、朴熙珍、徐珉志                                          | 網頁                                            | －                  | －                  |
| 0上一季－01月3日 18時20分－19時40分                                          | 六日     | 天國的眼淚 천국의 눈물              | 25    | MBN        | 洪雅凜 朴智英                                          | 徐俊英、尹瑞、李鍾原、尹多勳、金汝真、印喬鎮、朴根瀅、朴貞洙、尹朱尚                                                   | 網頁（页面存档备份，存于）                      | －                  | 2.189%              |
| 0上一季－02月15日 19時55分－21時15分                                         | 六日     | 家人之間為何這樣 가족끼리 왜 이래   | 53    | KBS2       | 劉東根 金賢珠 金相慶                                   | 尹博、孫淡妃、朴炯植、南志鉉、徐康俊、金容健、楊姬瓊、金日宇、甄美里、金正蘭、金正民                                   | 網頁（页面存档备份，存于）                      | 30.75%              | 31.70%              |
| 02月21日－0下一季 19時55分－21時15分                                         | 六日     | 青鳥之家 파랑새의 집                | 50    | KBS2       | 李浚赫 李相燁                                          | 蔡秀彬、慶收真、崔明吉、千浩振、李惠淑、鄭元仲、宋鈺宿、鄭再順、方銀熙、南慶邑、嚴賢璟                                 | 網頁（页面存档备份，存于）                      | 24.26%              | 23.68%              |
| 0上一季－0下一季 20時45分－21時55分                                          | 六日     | 薔薇色戀人們 장미빛 연인들          | 52    | MBC        | 李章宇 韓善伙                                          | 李美淑、張美姬、朴相元、金旼序、韓志翔、尹兒貞、崔弼立、鄭普碩、林藝真、金英玉、潘曉靜、吉恩惠                         | 網頁（页面存档备份，存于） 4月至6月）\|下一季]] | 19.14%              | 19.98%              |
| 01月3日－03月15日 20時45分－21時55分                                         | 六日     | 誕生吧！家族 떴다! 패밀리           | 20    | SBS        | 真理翰 李貞賢                                          | 吳尚鎮、朴元淑、鄭漢憲、朴俊奎、李輝香                                                                                 | 網頁                                            | 2.87%               | 3.21%               |
| 02月21日－02月22日 20時45分－21時55分                                        | 六日     | 人生追擊者李載求 인생 추적자 이재구 | 2     | SBS        | 朴埇佑 裕善                                            | 嚴孝燮、尹周熙、崔鍾煥、李基英、李承亨、金浩昌、安奭奐、孫華玲、尹智旭                                                 | 網頁（页面存档备份，存于）                      | 2.85%               | 3.70%               |
| 02月14日－0下一季 21時40分－22時30分                                         | 六日     | 懲毖錄 징비록                       | 50    | KBS1       | 金相中 金太祐                                          | 金惠恩、盧英學、林東真、宣東爀、崔哲浩、李在勇、南成鎮、金圭哲                                                         | 網頁（页面存档备份，存于）                      | 9.10%               | 11.17%              |
| 0上一季－03月8日 21時55分－23時15分                                          | 六日     | 湔雪的魔女 전설의 마녀              | 40    | MBC        | 高斗心 韓智慧 吳賢慶 夏沇秀 河錫辰                     | 朴根瀅、鄭惠先、朴仁煥、錢忍和、金允書、都尚宇、李鍾原、卞貞秀、李承俊                                                 | 網頁（页面存档备份，存于）                      | 22.38%              | 24.66%              |
| 03月14日－0下一季 21時55分－23時15分                                         | 六日     | 女王之花 여왕의 꽃                  | 50    | MBC        | 金成鈴                                                 | 李鐘赫、李聖經、尹博、金美淑、張勇、鮮于龍女、趙炯基、宋鈺宿、李亨哲、張英南、高佑麗、姜泰伍                           | 網頁（页面存档备份，存于）                      | 14.79%              | 15.34%              |
| 0上一季－01月11日 21時55分－23時15分                                         | 六日     | 美女的誕生 미녀의 탄생              | 21    | SBS        | 朱相昱 韓藝瑟                                          | 鄭糠雲、王智慧、韓尚進、印喬鎮、河在淑                                                                                 | 網頁（页面存档备份，存于）                      | 6.54%               | 7.28%               |
| 01月17日－0下一季 21時55分－23時15分                                         | 六日     | 我的心一閃一閃 내마음 반짝반짝      | 26    | SBS        | 張新英 裴秀彬                                          | 李泰林、南寶拉、李必模、吳昶錫、鄭恩宇、尹多勳、孫恩書、河在淑                                                         | 網頁（页面存档备份，存于）                      | 3.35%               | 3.41%               |
| 02月28日－03月1日 22時30分－23時30分                                         | 六日     | 雪路 눈길                           | 2     | KBS1       | 金香起 金英玉 金賽綸                                   | 張英南、徐榮柱 | 網頁（页面存档备份，存于）                      | 4.95%               | 5.20%               |
| 03月28日－0下一季 23時00分－24時00分                                         | 六       | 失蹤的黑色M 실종느와르 M            | 10    | OCN        | 金剛 朴喜洵                                            | 趙寶兒、金圭哲、素賢                                                                                                   | 網頁                                            | －                  | 下一季              |
| 03月15日－0下一季 21時30分－22時50分                                         | 日       | 偉大的故事 위대한 이야기            | 9     | TV朝鮮 tvN | 金昌完                                                 | 《金氏姊妹們》：蘇有珍、鄭多恩、崔裴映、許恩婷、金英才 《英子的全盛時代》：林秀香、林世美                              | 網頁 （页面存档备份，存于）                     | －                  | 下一季              |
| 0上一季－02月1日 23時00分－24時20分                                          | 日       | Frost醫生 닥터 프로스트             | 10    | OCN        | 宋昶儀 鄭恩彩                                          | 成智陸、李允智、崔政宇                                                                                                 | 網頁（页面存档备份，存于）                      | －                  | 1.087%              |

## 2015年春季（4月至6月）
| 播放日期 播放時間(KST)                                                              | 逢 星 期 | 中文劇名 韓文劇名                       | 集 數 | 電 視 台   | 演員                                                             | 演員 | 官方 網頁                   | 平均收視率 （全國） | 平均收視率 （全國） |
| 播放日期 播放時間(KST)                                                              | 逢 星 期 | 中文劇名 韓文劇名                       | 集 數 | 電 視 台   | 主演                                                             | 其他演員 | 官方 網頁                   | TNmS                | AGB                 |
| ----------------------------------------------------------------------------------- | -------- | --------------------------------------- | ----- | ---------- | ---------------------------------------------------------------- | --- | --------------------------- | ------------------- | ------------------- |
| 0上一季－05月15日 7時50分－8時30分                                                  | 一至五   | 暴風的女子 폭풍의 여자                  | 140   | MBC        | 朴宣暎 高恩美                                                    | 玄宇成、鄭燦、鮮于在德、朴俊赫、尹素貞、李珠實、朴貞洙 | 網頁（页面存档备份，存于）  | 15.20%              | 13.23%              |
| 05月18日－0下一季 7時50分－8時30分                                                  | 一至五   | 夏娃的愛情 이브의 사랑                  | 120   | MBC        | 尹世雅 金玟鏡                                                    | 李在皇、尹鍾和、李東河、李政吉、梁錦錫、琴寶羅、李慶實、陳書妍、林度允、呂會賢 | 網頁（页面存档备份，存于）  | 13.31%              | 11.22%              |
| 0上一季－06月19日 8時30分－9時10分                                                  | 一至五   | 恍惚的鄰居 황홀한 이웃                  | 119   | SBS        | 尹孫河                                                           | 徐道永、尹熙錫、朴潭熙、盧英國、崔日和、李德姬、李美英、徐范錫、趙軟祐、李自英、安妍紅、全益玲、金娜映、白旼賢、金奎善 | 網頁（页面存档备份，存于）  | 12.82%              | 11.49%              |
| 06月22日－0下一季 8時30分－9時10分                                                  | 一至五   | 媽媽我媳婦 어머님은 내 며느리           | 136   | SBS        | 金惠利 沈宜英                                                    | 金正鉉、文寶玲、李漢偉、李善浩、權成德、吳英實、權在熙、崔成浩、李真雅、金娜美、成昌勳、金東均、姜恩嬪、姜瑞俊 | 網頁（页面存档备份，存于）  | 13.22%              | 12.83%              |
| 0上一季－0下一季 9時00分－9時40分                                                   | 一至五   | 依然綠茵的日子 그래도 푸르른 날에       | 129   | KBS2       | 宋昰昀 李海宇                                                    | 鄭怡娟、金民修、吳美妍、朴賢淑、尹海英 | 網頁（页面存档备份，存于）  | 10.95%              | 10.25%              |
| 0上一季－04月30日 9時40分－10時20分                                                 | 一至四   | 家族的秘密 가족의 비밀                  | 103   | tvN        | 申恩慶                                                           | 金承洙、車和娟、柳太準、李一花、柳孝榮、安政勳、申東美、柳瑞真 | 網頁（页面存档备份，存于）  | －                  | 1.783%              |
| 05月4日－0下一季 9時40分－10時30分                                                  | 一至四   | 不哭鳥 울지 않는 새                     | 100   | tvN        | 吳賢慶 洪雅凜                                                    | 姜志燮、金佑錫、安載民、白勝熙、崔尚勳、崔秀琳 | 網頁                        | －                  | 下一季              |
| 0上一季－06月12日 19時15分－19時55分                                                | 一至五   | 不屈的車女士 불굴의 차여사              | 111   | MBC        | 金甫娟                                                           | 吳光祿、李可寧、朴胤載、申敏秀、河戀姝、金容建、鄭永琡 | 網頁（页面存档备份，存于）  | 9.15%               | 8.63%               |
| 06月15日－0下一季 19時15分－19時55分                                                | 一至五   | 偉大的糟糠之妻 위대한 조강지처          | 121   | MBC        | 姜成妍 金志映 黃雨瑟惠                                           | 李鍾原、安在模、黃東柱、金東賢、楊姬瓊、李甫姬、朴東彬、明志娟、鄭有錫、陳藝瑟、安慧京、崔志浩、鄭允慧 | 網頁（页面存档备份，存于）  | 10.15%              | 10.27%              |
| 0上一季－06月5日 19時20分－20時00分                                                 | 一至五   | 奔跑吧薔薇 달려라 장미                  | 123   | SBS        | 李英雅 高周元                                                    | 柳鎮、鄭俊、尹周熙、李詩媛、全國煥、鄭愛利、金青、尹宥善 | 網頁（页面存档备份，存于）  | 10.84%              | 10.19%              |
| 06月8日－0下一季 19時20分－20時00分                                                 | 一至五   | 歸來的黃金福 돌아온 황금복              | 125   | SBS        | 申多恩                                                           | 李伊利雅、鄭恩宇、金鎮祐、沈慧珍、全美善、全盧民、李惠淑、鮮在德、金娜雲、金英玉、金允慶、文千植 | 網頁（页面存档备份，存于）  | 11.86%              | 11.37%              |
| 0上一季－04月3日 19時50分－20時30分                                                 | 一至五   | 甜蜜的秘密 달콤한 비밀                  | 102   | KBS2       | 申素律 金興銖                                                    | 楊鎮宇、鄭東煥、金惠鈺、金應洙、許真、李敏芝、黃仁英 | 網頁                        | 18.67%              | 18.19%              |
| 04月6日－0下一季 19時50分－20時30分                                                 | 一至五   | 今天開始我愛你 오늘부터 사랑해          | 101   | KBS2       | 林世美 朴鎮宇                                                    | 金容琳、金秉世、安內相、李應敬、金曙羅、曹熙奉、趙銀淑、秋素英、李昌旭、金世晶、高允、吳承允、尹瑞 | 網頁（页面存档备份，存于）  | 14.42%              | 13.39%              |
| 0上一季－05月8日 20時25分－21時05分                                                 | 一至五   | 我的愛屬於你 당신만이 내사랑            | 120   | KBS1       | 韓彩雅 成赫                                                      | 池珠妍、崔大哲、姜南吉、金海淑、鄭漢溶、文熙慶、史美子、李孝春、李瑩河、金民教、韓宥伊、姜新孝 | 網頁（页面存档备份，存于）  | 27.05%              | 26.58%              |
| 05月11日－0下一季 20時25分－21時05分                                                | 一至五   | 守護家族 가족을 지켜라                  | 123   | KBS1       | 在喜 姜星                                                        | 邊熙峰、潘曉靜、崔日和、李輝香、嚴侑信、朴哲浩、林性珉、林彩媛、申承煥、朴孝珍、金東允、鄭惠仁、Romina、李烈音、榮旻、鄭多彬 | 網頁（页面存档备份，存于）  | 24.38%              | 23.84%              |
| 0上一季－05月15日 20時55分－21時30分                                                | 一至五   | 狎鷗亭白夜 압구정 백야                  | 149   | MBC        | 朴河娜 姜恩卓                                                    | 金民修、白玉丹、鄭惠先、韓振熙、朴惠淑、林采茂、金英蘭、李甫姬、沈亨倬、李周炫、琴丹菲、宋元根 | 網頁（页面存档备份，存于）  | 12.60%              | 12.73%              |
| 05月18日－0下一季 20時55分－21時30分                                                | 一至五   | 像你的女兒 딱 너 같은 딸                | 120   | MBC        | 李水京 姜慶俊                                                    | 吉用祐、金惠鈺、鄭普碩、朴海美、李炳俊、禹喜珍、李池勳、鄭彗星、趙宇麗、鄭宇植 | 網頁（页面存档备份，存于）  | 9.77%               | 10.45%              |
| 0上一季－04月21日 22時00分－23時15分                                                | 一二     | Blood 블러드                            | 20    | KBS2       | 安宰賢 具惠善 池珍熙                                             | 權賢尚、孫秀賢、朴榮鄰、鄭慧星、趙在允 | 網頁（页面存档备份，存于）  | 5.17%               | 4.74%               |
| 04月27日－06月16日 22時00分－23時15分                                               | 一二     | Who Are You－學校2015 후아유: 학교 2015 | 16    | KBS2       | 金所炫 南柱赫 陸星材                                             | 李礎熙、李大衛、李瑜瑛、全美善、李必模 | 網頁（页面存档备份，存于）  | 7.44%               | 6.31%               |
| 06月22日－0下一季 22時00分－23時15分                                                | 一二     | 記得你 너를 기억해                      | 16    | KBS2       | 徐仁國 張娜拉                                                    | 崔元英、李天熙、朴寶劍、南慶邑、林志恩、崔德文、申東美、閔成旭、金宰榮、孫承沅、安志賢 | 網頁（页面存档备份，存于）  | 4.79%               | 4.74%               |
| 0上一季－04月7日 22時00分－23時15分                                                 | 一二     | 輝煌或瘋狂 빛나거나 미치거나            | 24    | MBC        | 張赫 吳漣序                                                      | 李荷妮、林周煥、李德華、柳承秀、羅仲燦 | 網頁（页面存档备份，存于）  | 10.27%              | 11.31%              |
| 04月13日－0下一季 22時00分－23時15分                                                | 一二     | 華政 화정                               | 50    | MBC        | 車勝元 李沇熹 金载沅                                             | 徐康俊、韓周完、趙成夏 | 網頁（页面存档备份，存于）  | 8.67%               | 9.88%               |
| 0上一季－06月2日 22時00分－23時15分                                                 | 一二     | 聽到傳聞 풍문으로 들었소                | 30    | SBS        | 劉俊相 柳好貞 高我星 李準                                        | 張鉉誠、白智娟 | 網頁（页面存档备份，存于）  | 9.25%               | 10.29%              |
| 06月8日－0下一季 22時00分－23時15分                                                 | 一二     | 上流社會 상류사회                       | 16    | SBS        | U-ie 盛駿                                                        | 朴炯植、林智妍、高斗心、尹朱尚、楊姬瓊、方銀熙、尹智慧、劉小英、崔用閔、南明烈、鄭敬順、鄭成允、李承亨 | 網頁（页面存档备份，存于）  | 7.47%               | 8.99%               |
| 04月6日－06月2日 23時00分－24時20分                                                 | 一二     | 一起吃飯吧2 식샤를 합시다 2             | 18    | tvN        | 尹斗俊 徐賢真 權律                                               | 李柱勝、黃勝妍、金希沅、趙恩智、黃錫晶、金志映 | 網頁（页面存档备份，存于）  | －                  | 1.984%              |
| 06月16日－0下一季 23時00分－24時20分                                                | 一二     | 隱藏身份 신분을 숨겨라                  | 16    | tvN        | 金汎 朴星雄 尹素怡 李原種                                        | 金太勳、林賢成、李璟榮、嚴秀貞、權敏 | 網頁（页面存档备份，存于）  | 2.03%               | 1.988%              |
| 06月30日－0下一季 20時30分－21時00分                                                | 二       | 宥美的房間 유미의 방                    | 10    | O`live     | 孫淡妃                                                           | 顯祐、李伊庚、尹真旭、朴真珠 | 網頁（页面存档备份，存于）  | －                  | 下一季              |
| 0上一季－05月14日 22時00分－23時15分                                                | 三四     | 不善良的女人們 착하지 않은 여자들       | 24    | KBS2       | 金惠子 蔡時那 李荷娜 都知嫄                                      | 李順載、宋再臨、孫暢敏、金知碩 | 網頁（页面存档备份，存于）  | 9.63%               | 12.06%              |
| 05月20日－0下一季 22時00分－23時15分                                                | 三四     | 蒙面檢察官 복면검사                     | 16    | KBS2       | 朱相昱 金宣兒                                                    | 嚴基俊、田光烈、黃善熙、李基英、鄭愛利、李原種、李文植、朴英奎、金炳春、洪錫天 | 網頁（页面存档备份，存于）  | 5.11%               | 5.74%               |
| 0上一季－05月7日 22時00分－23時15分                                                 | 三四     | 憤怒的媽媽 앵그리맘                     | 16    | MBC        | 金喜善 金裕貞 智鉉寓                                             | Baro、吳允兒、金太勳、Lizzy、金希沅 | 網頁（页面存档备份，存于）  | 9.05%               | 7.99%               |
| 05月13日－0下一季 22時00分－23時15分                                                | 三四     | 心情好又暖 맨도롱또똣                   | 16    | MBC        | 柳演錫 姜素拉                                                    | 李成宰、金盛吳、徐伊安、李漢偉、金姬貞、玉智英、振永 | 網頁（页面存档备份，存于）  | 7.54%               | 7.35%               |
| 04月1日－05月21日 22時00分－23時15分                                                | 三四     | 看見味道的少女 냄새를 보는 소녀         | 16    | SBS        | 朴有天 申世景                                                    | 南宮民、尹珍序、金所炫、崔泰俊 | 網頁（页面存档备份，存于）  | 8.39%               | 7.78%               |
| 05月27日－0下一季 22時00分－23時15分                                                | 三四     | 假面 가면                               | 20    | SBS        | 秀愛 朱智勳                                                      | 延政勳、柳仁英、李浩沅、金志珉 | 網頁                        | 10.04%              | 10.77%              |
| 04月2日－06月25日 23時00分－25時00分                                                | 四       | The Lover 더 러버                       | 12    | Mnet       | 吳正世、柳賢慶、鄭俊英、崔汝珍、朴鍾煥、夏恩雪、寺田拓哉、李在俊 | 吳正世、柳賢慶、鄭俊英、崔汝珍、朴鍾煥、夏恩雪、寺田拓哉、李在俊 | 網頁                        | －                  | －                  |
| 04月10日－05月30日 20時00分－21時00分↓ 19時00分－20時00分                           | 五六     | 我的遺憾男友 나의 유감스러운 남자친구   | 16    | MBC Drama  | 魯敏宇 楊真誠                                                    | 韓惠琳、鄭允鶴、尹朱尚、吉用祐、金慧渲 | 網頁                        | －                  | －                  |
| 0上一季－05月2日 20時30分－21時45分                                                 | 五六     | Super Daddy 烈 슈퍼대디 열              | 16    | tvN        | 李東健 李幼梨                                                    | 李蕊、徐睿知、徐俊英、崔珉、吳珠恩 | 網頁（页面存档备份，存于）  | －                  | 1.370%              |
| 05月8日－06月13日 20時30分－21時45分                                                | 五六     | 前女友俱樂部 구여친클럽                 | 12    | tvN        | 卞耀漢 宋智孝                                                    | 李允智、張智恩、柳和榮、申東美、曹政治、都想友、池昭妍 | 網頁（页面存档备份，存于）  | 0.84%               | 0.786%              |
| 05月29日－0下一季 20時40分－21時55分                                                | 五六     | 親愛的恩東啊 사랑하는 은동아            | 16    | JTBC       | 朱鎮模 金思朗                                                    | 金太勳、金釉利、白成鉉、尹邵熙、鄭東煥、李英蘭、南慶邑、徐甲淑、金勇熙、金允書、金美珍 | 網頁                        | 1.18%               | 1.385%              |
| 05月15日－06月20日 21時15分－22時35分                                               | 五六     | 製作人 프로듀사                         | 12    | KBS2       | 車太鉉 孔曉振 金秀賢 IU                                          | 羅映姬、朴赫權、奇周峯、芮智媛、徐基哲、金鐘國、趙漢哲、金鐘樹、金惠鈺、林藝真、安世河 | 網頁（页面存档备份，存于）  | 12.42%              | 12.47%              |
| 04月3日－05月23日 21時45分－22時55分                                                | 五六     | 為純情著迷 순정에 반하다                | 16    | JTBC       | 金素妍 鄭敬淏 尹賢旻                                             | 李施彥、孔賢珠、趙恩智、安奭奐、朴英奎 | 網頁                        | －                  | 1.342%              |
| 05月15日－0下一季 22時35分－23時35分                                                | 五       | 橘皮馬末蘭果醬 오렌지 마말레이드        | 12    | KBS2       | 呂珍九 金雪炫 李宗泫                                             | 吉恩惠、安吉強、尹藝熙、李一花、宋鍾鎬、金宣敬 | 網頁（页面存档备份，存于）  | 3.49%               | 3.38%               |
| 04月10日－05月22日 23時30分－24時40分                                               | 五       | 超人時代 초인시대                       | 13    | tvN        | 劉炳才                                                           | 金昌煥、李伊庚、奇周峯、宋枝恩、裴盧麗、李微笑 | 網頁（页面存档备份，存于）  | －                  | 1.136%              |
| 0上一季－0下一季 19時55分－21時15分                                                 | 六日     | 青鳥之家 파랑새의 집                    | 50    | KBS2       | 李浚赫 李相燁                                                    | 蔡秀彬、慶收真、崔明吉、千浩振、李惠淑、鄭元仲、宋鈺宿、鄭再順、方銀熙、南慶邑、嚴賢璟 | 網頁（页面存档备份，存于）  | 24.26%              | 23.68%              |
| 0上一季－04月12日 20時45分－21時55分                                                | 六日     | 薔薇色戀人們 장미빛 연인들              | 52    | MBC        | 李章宇 韓善伙                                                    | 李美淑、張美姬、朴相元、金旼序、韓志翔、尹兒貞、崔弼立、鄭普碩、林藝真、金英玉、潘曉靜、吉恩惠 | 網頁（页面存档备份，存于）  | 19.14%              | 19.98%              |
| 04月18日－0下一季 20時45分－21時55分                                                | 六日     | 讓女人哭泣 여자를 울려                  | 40    | MBC        | 金諪恩 宋昶儀                                                    | 夏希羅、李泰蘭、吳大奎、印喬鎮、李順載、徐友蘭、金志映、韓怡書、陳善奎、池一株、韓寶貝、朴尚玄、李多仁、申志雲、韓鍾英 | 網頁（页面存档备份，存于）  | 18.70%              | 19.08%              |
| 0上一季－0下一季 21時40分－22時30分                                                 | 六日     | 懲毖錄 징비록                           | 50    | KBS1       | 金相中 金太祐                                                    | 金惠恩、盧英學、林東真、宣東爀、崔哲浩、李在勇、南成鎮、金圭哲 | 網頁（页面存档备份，存于）  | 9.10%               | 11.17%              |
| 0上一季－0下一季 21時55分－23時15分                                                 | 六日     | 女王之花 여왕의 꽃                      | 50    | MBC        | 金成鈴                                                           | 李鐘赫、李聖經、尹博、金美淑、張勇、鮮于龍女、趙炯基、宋鈺宿、李亨哲、張英南、高佑麗、姜泰伍 | 網頁（页面存档备份，存于）  | 14.79%              | 15.34%              |
| 0上一季－04月12日 21時55分－23時15分                                                | 六日     | 我的心一閃一閃 내마음 반짝반짝          | 26    | SBS        | 張新英 裴秀彬                                                    | 李泰林、南寶拉、李必模、吳昶錫、鄭恩宇、尹多勳、孫恩書、河在淑 | 網頁（页面存档备份，存于）  | 3.35%               | 3.41%               |
| 04月18日－06月14日 21時55分－23時15分                                               | 六日     | 이혼 변호사는 연애중                    | 18    | SBS        | 延宇振 趙如晶                                                    | 王智媛、沈亨倬、楊知元、黃英熙 | 網頁（页面存档备份，存于）  | 4.21%               | 4.49%               |
| 06月27日－0下一季 21時55分－23時15分                                                | 六日     | 愛你的時間 너를 사랑한 시간             | 16    | SBS        | 河智苑 李陣郁                                                    | 尹鈞相、秋秀賢、申正根、徐珠熙、陳慶、宇賢、李柱勝、崔正元、姜萊燕、張成元、李東振、徐東健、洪仁永、高媛熙、優熙 | 網頁（页面存档备份，存于）  | 5.93%               | 6.24%               |
| 0上一季－05月30日 23時00分－24時00分                                                | 六       | 失蹤的黑色M 실종느와르 M                | 10    | OCN        | 金剛 朴喜洵                                                      | 趙寶兒、金圭哲、朴素賢 | 網頁                        | －                  | －                  |
| 06月20日－0下一季 23時00分－24時00分                                                | 六日     | 我的美麗新娘 아름다운 나의신부          | 16    | OCN        | 金武烈 李詩英                                                    | 高聖熙、柳承秀、朴海俊、孫鍾赫、李在勇、李丞涓、趙漢哲、金盛勳、朴賢宇、李善雅 | 網頁（页面存档备份，存于）  | 1.28%               | 0.909%              |
| 05月31日－0下一季 9時00分－10時00分                                                 | 日       | Oh! 奶奶 오! 할매                       | 8     | KBS1       | 南能美、全媛珠、延運慶、白秀蓮、許真                             | 南能美、全媛珠、延運慶、白秀蓮、許真 | 網頁（页面存档备份，存于）  | 下一季              | 下一季              |
| 0上一季－0 21時30分－22時50分↓ tvN： 23時50分－25時10分 TV朝鮮： 24時30分－26時00分 | 日       | 偉大的故事 위대한 이야기                | 9     | TV朝鮮 tvN | 金昌完                                                           | 《原爆拳頭王金一》：文元周、池健宇、趙慶勳 《李朱一永不後悔》：朴英樹、尹基元、白道斌、金蘭輝、李美枝 《廣藏市場的人們》：洪景仁、李宥柱、金丹菲、金鎮洙 《入試的定石》：全美善、都枝寒、香淑、崔日和、金靜妍 《離散家庭的故事》：林性彥、白秀蓮、朴順千、李英凡、徐俊英 《I.M.Father》：孫炳昊、金秀浩、薛智潤 | 網頁 （页面存档备份，存于） | －                  | 0.822%              |

## 2015年夏季（7月至9月）
| 播放日期 播放時間(KST)                | 逢 星 期 | 中文劇名 韓文劇名                          | 集 數 | 電 視 台 | 演員                                 | 演員 | 官方 網頁                  | 平均收視率 （全國） | 平均收視率 （全國） |
| 播放日期 播放時間(KST)                | 逢 星 期 | 中文劇名 韓文劇名                          | 集 數 | 電 視 台 | 主演                                 | 其他演員 | 官方 網頁                  | TNmS                | AGB                 |
| ------------------------------------- | -------- | ------------------------------------------ | ----- | -------- | ------------------------------------ | --- | -------------------------- | ------------------- | ------------------- |
| 0上一季－0下一季 7時50分－8時30分     | 一至五   | 夏娃的愛情 이브의 사랑                     | 120   | MBC      | 尹世雅 金玟鏡                        | 李在皇、金永勳、尹鍾和、李東河、李政吉、梁錦錫、琴寶羅、李慶實、陳書妍、林度允、呂會賢                                                 | 網頁（页面存档备份，存于） | 13.31%              | 11.22%              |
| 0上一季－0下一季 8時30分－9時10分     | 一至五   | 媽媽我媳婦 어머님은 내 며느리              | 136   | SBS      | 金惠利 沈宜英                        | 金正鉉、文寶玲、李漢偉、李善浩、權成德、吳英實、權在熙、崔成浩、李真雅、金娜美、成昌勳、金東均、姜恩嬪、姜瑞俊                         | 網頁（页面存档备份，存于） | 13.22%              | 12.83%              |
| 0上一季－08月28日 9時00分－9時40分    | 一至五   | 依然綠茵的日子 그래도 푸르른 날에          | 129   | KBS2     | 宋昰昀 李海宇                        | 鄭怡娟、金民修、吳美妍、朴賢淑、尹海英                                                                                                 | 網頁（页面存档备份，存于） | 10.95%              | 10.25%              |
| 08月31日－0下一季 9時00分－9時40分    | 一至五   | 星星閃爍 별이 되어 빛나리                  | 128   | KBS2     | 高媛熙                               | 李夏率、車道鎮、徐允兒、林湖、趙銀淑、金藝玲、黃金熙、金幼彬、尹朱尚                                                                   | 網頁（页面存档备份，存于） | 11.58%              | 11.03%              |
| 0上一季－0下一季 9時40分－10時30分    | 一至四   | 不哭鳥 울지 않는 새                        | 100   | tvN      | 吳賢慶 洪雅凜                        | 姜志燮、金佑錫、安載民、白勝熙、崔尚勳、崔秀琳                                                                                         | 網頁                       | －                  | 下一季              |
| 07月6日－07月30日 16時40分－17時00分  | 一至四   | 為你點餐 당신을 주문합니다                 | 16    | SBS Plus | 金佳恩                               | 張承祖、具在伊、趙潤宇、白鍾元、朴俊琴                                                                                                 | 網頁（页面存档备份，存于） | －                  | －                  |
| 0上一季－0下一季 19時15分－19時55分   | 一至五   | 偉大的糟糠之妻 위대한 조강지처             | 121   | MBC      | 姜成妍 金志映 黃雨瑟惠               | 李鍾原、安在模、黃東柱、金東賢、楊姬瓊、李甫姬、朴東彬、明志娟、鄭有錫、陳藝瑟、安慧京、崔志浩、鄭允慧                                 | 網頁（页面存档备份，存于） | 10.15%              | 10.27%              |
| 0上一季－0下一季 19時20分－20時00分   | 一至五   | 歸來的黃金福 돌아온 황금복                 | 125   | SBS      | 申多恩                               | 李伊利雅、鄭恩宇、金鎮祐、沈慧珍、全美善、全盧民、李惠淑、鮮在德、金娜雲、金英玉、金允慶、文千植                                       | 網頁（页面存档备份，存于） | 11.86%              | 11.37%              |
| 0上一季－08月28日 19時50分－20時30分  | 一至五   | 今天開始我愛你 오늘부터 사랑해             | 101   | KBS2     | 林世美 朴鎮宇                        | 金容琳、金秉世、安內相、李應敬、金曙羅、曹熙奉、趙銀淑、秋素英、李昌旭、金世晶、高允、吳承允、尹瑞                                     | 網頁（页面存档备份，存于） | 14.42%              | 13.39%              |
| 08月31日－0下一季 19時50分－20時30分  | 一至五   | 全都會好的 다 잘될 거야                    | 102   | KBS2     | 崔允英 郭時陽                        | 嚴賢璟、宋在熙、許正民、韓寶凜、姜信日、李京進、尹素貞、鄭承浩、李和映、趙美玲                                                         | 網頁（页面存档备份，存于） | 14.74%              | 14.17%              |
| 0上一季－0下一季 20時25分－21時05分   | 一至五   | 守護家族 가족을 지켜라                     | 123   | KBS1     | 在喜 姜星                            | 邊熙峰、潘曉靜、崔日和、李輝香、嚴侑信、朴哲浩、林性珉、林彩媛、申承煥、朴孝珍、金東允、鄭惠仁、Romina、李烈音、榮旻、鄭多彬           | 網頁（页面存档备份，存于） | 24.38%              | 23.84%              |
| 0上一季－0下一季 20時55分－21時30分   | 一至五   | 像你的女兒 딱 너 같은 딸                   | 120   | MBC      | 李水京 姜慶俊                        | 吉用祐、金惠鈺、鄭普碩、朴海美、李炳俊、禹喜珍、李池勳、鄭彗星、趙宇麗、鄭宇植                                                         | 網頁（页面存档备份，存于） | 9.77%               | 10.45%              |
| 09月28日－09月29日 20時30分－時分     | 一二     | 因為媽媽沒關係 엄마니까 괜찮아             | 2     | MBN      | 黃薪惠                               | 金秉世、朴河娜、全智安、李容伊、潘敏貞、李美芝、慶俊、黃錫晶、河奎媛                                                                   | 網頁（页面存档备份，存于） | 1.75%               | 1.959%              |
| 0上一季－08月11日 22時00分－23時15分  | 一二     | 記得你 너를 기억해                         | 16    | KBS2     | 徐仁國 張娜拉                        | 崔元英、李天熙、朴寶劍、南慶邑、林志恩、崔德文、申東美、閔成旭、金宰榮、孫承沅、安志賢                                                 | 網頁（页面存档备份，存于） | 4.79%               | 4.74%               |
| 08月17日－09月22日 22時00分－23時15分 | 一二     | 奇怪的兒媳 별난 며느리                     | 12    | KBS2     | 金多絮 高斗心                        | 柳秀榮、奇太映、金甫娟、金誠煥、李文熙、朴雄、孫恩書、金允書、郭熙聖、白玉丹、李勇株、鄭多瑟                                           | 網頁（页面存档备份，存于） | 4.72%               | 5.03%               |
| 0上一季－09月29日 22時00分－23時15分  | 一二     | 華政 화정                                  | 50    | MBC      | 車勝元 李沇熹 金载沅                 | 徐康俊、韓周完、趙成夏 | 網頁（页面存档备份，存于） | 8.67%               | 9.88%               |
| 0上一季－07月28日 22時00分－23時15分  | 一二     | 上流社會 상류사회                          | 16    | SBS      | U-ie 盛駿                            | 朴炯植、林智妍、高斗心、尹朱尚、楊姬瓊、方銀熙、尹智慧、劉小英、崔用閔、南明烈、鄭敬順、鄭成允、李承亨                                 | 網頁（页面存档备份，存于） | 7.47%               | 8.99%               |
| 08月3日－09月29日 22時00分－23時15分  | 一二     | Mrs. Cop 미세스 캅                         | 18    | SBS      | 金喜愛                               | 金旻鍾、李多熙、孫浩俊、孫炳昊、李基英、申素律、許正道、鄭秀英、申承煥、李起光                                                         | 網頁（页面存档备份，存于） | 10.37%              | 12.17%              |
| 08月4日 23時15分－23時15分            | 二       | The Ace 더 에이스                          | 1     | SBS      | 李必模                               | 徐珉志、吳宥娜、池恩尚 | 網頁（页面存档备份，存于） | 1.80%               | 2.40%               |
| 0上一季－08月4日 23時00分－24時20分   | 一二     | 隱藏身份 신분을 숨겨라                     | 16    | tvN      | 金汎 朴星雄 尹素怡 李原種            | 金太勳、林賢成、李璟榮、嚴秀貞、權敏                                                                                                   | 網頁（页面存档备份，存于） | 2.03%               | 1.988%              |
| 08月10日－0下一季 23時00分－24時20分  | 一二     | 沒禮貌的英愛小姐14 막돼먹은 영애씨 시즌14  | 17    | tvN      | 金賢淑                               | 李承俊、金山浩、宋民亨、金正荷、趙德濟、尹瑞賢、羅美蘭、高世元、鄭志順、鄭多惠、朴斗植、趙賢榮、朴善浩、沙佐·金                        | 網頁（页面存档备份，存于） | 下一季              | 下一季              |
| 0上一季－09月1日 20時30分－21時00分   | 二       | 宥美的房間 유미의 방                       | 10    | O`live   | 孫淡妃                               | 顯祐、李伊庚、尹真旭、朴真珠 | 網頁（页面存档备份，存于） | －                  | －                  |
| 0上一季－07月22日 19時30分－20時25分  | 三       | Oh! 奶奶 오! 할매                          | 8     | KBS1     | 南能美、全媛珠、延運慶、白秀蓮、許真 | 南能美、全媛珠、延運慶、白秀蓮、許真                                                                                                   | 網頁（页面存档备份，存于） | 6.79%               | 6.89%               |
| 0上一季－07月9日 22時00分－23時15分   | 三四     | 蒙面檢察官 복면검사                        | 16    | KBS2     | 朱相昱 金宣兒                        | 嚴基俊、田光烈、黃善熙、李基英、鄭愛利、李原種、李文植、朴英奎、金炳春、洪錫天                                                         | 網頁（页面存档备份，存于） | 5.11%               | 5.74%               |
| 07月15日－09月17日 22時00分－23時15分 | 三四     | Assembly 어셈블리                          | 20    | KBS2     | 鄭在詠 宋玧妸                        | 玉澤演、張鉉誠、金瑞亨、朴英奎、孫炳昊、成智陸、李元才、徐鉉哲、崔鎮鎬、吉海娟、鄭熙泰、尹福仁、林智圭、李航娜、金寶美、金志敏、姜藝元 | 網頁（页面存档备份，存于） | 4.22%               | 5.31%               |
| 09月23日－0下一季 22時00分－23時15分  | 三四     | 生意之神－客主2015 장사의 신 - 객주 2015   | 41    | KBS2     | 張赫 劉五性                          | 金玟廷、韓彩雅、李德華、朴恩惠、金學哲、金圭哲、金日宇、金明樹、朴相勉、林湖、梁瀞疋、鄭泰祐、李達亨、林大浩、柳談、文佳煐             | 網頁                       | 8.07%               | 10.59%              |
| 0上一季－07月2日 22時00分－23時15分   | 三四     | 心情好又暖 맨도롱또똣                      | 16    | MBC      | 柳演錫 姜素拉                        | 李成宰、金盛吳、徐伊安、李漢偉、金姬貞、玉智英、振永                                                                                   | 網頁（页面存档备份，存于） | 7.54%               | 7.35%               |
| 07月8日－09月10日 22時00分－23時15分  | 三四     | 夜行書生 밤을 걷는 선비                    | 20    | MBC      | 李準基 李侑菲                        | 沈昌珉、李洙赫、金昭誾、張熙軫、李順載、金明坤、孫鐘鶴、鄭奎洙                                                                               | 網頁（页面存档备份，存于） | 6.91%               | 7.44%               |
| 09月16日－0下一季 22時00分－23時15分  | 三四     | 她很漂亮 그녀는 예뻤다                     | 16    | MBC      | 黃正音 朴敘俊                        | 高濬熙、金河均、李炳俊、朴忠善、黃錫晶、尹宥善、李一花、徐正妍、申東美、安世河、趙昌根、申惠善、朴有煥、姜秀珍                         | 網頁（页面存档备份，存于） | 12.17%              | 13.36%              |
| 0上一季－07月30日 22時00分－23時15分  | 三四     | 假面 가면                                  | 20    | SBS      | 秀愛 朱智勳                          | 延政勳、柳仁英、李浩沅、金志珉 | 網頁                       | 10.04%              | 10.77%              |
| 08月5日－0下一季 22時00分－23時15分   | 三四     | 龍八夷 용팔이                              | 18    | SBS      | 周元 金泰希                          | 趙顯宰、蔡貞安、鄭雄仁、Stephanie Lee                                                                                                  | 網頁（页面存档备份，存于） | 16.41%              | 18.27%              |
| 07月3日－08月22日 20時30分－21時45分  | 五六     | Oh 我的鬼神君 오 나의 귀신님               | 16    | tvN      | 朴寶英 曹政奭                        | 林周煥、金瑟琪、朴貞雅、李對淵、姜其永、崔民哲、郭時陽、李學柱                                                                         | 網頁（页面存档备份，存于） | 4.79%               | 4.059%              |
| 08月28日－0下一季 20時30分－21時45分  | 五六     | 第二個二十歲 두번째 스무살                 | 16    | tvN      | 崔智友 李相侖                        | 崔元英、孫娜恩、金旻載、朴孝珠、崔允素、盧英學、鄭秀英、陳奇周、金康鉉                                                                 | 網頁                       | 5.49%               | 5.430%              |
| 0上一季－07月18日 20時40分－21時55分  | 五六     | 親愛的恩東啊 사랑하는 은동아               | 16    | JTBC     | 朱鎮模 金思朗                        | 金太勳、金釉利、白成鉉、尹邵熙、鄭東煥、李英蘭、南慶邑、徐甲淑、金勇熙、金允書、金美珍                                                 | 網頁                       | 1.18%               | 1.385%              |
| 07月24日－09月12日 20時30分－21時40分 | 五六     | LAST 라스트                                | 16    | JTBC     | 尹啟相 李凡秀                        | 朴元相、朴藝珍、徐睿知、具在伊、李龍宇、孔炯軫、金亨奎、李哲民、張元英、金英雄、趙在允                                                 | 網頁                       | 1.39%               | 1.509%              |
| 09月18日－0下一季 20時30分－21時40分  | 五六     | D-Day 디 데이                              | 20    | JTBC     | 金英光 庭沼珉 河錫辰                 | 李璟榮、車仁杓、金相浩、金惠恩、尹周熙、金晶和、李成烈、李京進、呂武英、高圭弼、金在和、宋智浩、朱賢鎮、金尚日、金基茂                 | 網頁                       | 1.32%               | 1.170%              |
| 0上一季－07月24日 22時50分－23時55分  | 五       | 橘皮馬末蘭果醬 오렌지 마말레이드           | 12    | KBS2     | 呂珍九 金雪炫 李宗泫                 | 吉恩惠、安吉強、尹藝熙、李一花、宋鍾鎬、金宣敬                                                                                         | 網頁（页面存档备份，存于） | 3.49%               | 3.38%               |
| 09月26日 8時20分－10時40分            | 六       | 我的夢幻葬禮 나의 판타스틱한 장례식        | 2     | SBS      | 慶收真 崔宇植                        | 劉河俊、朴真珠、徐宜淑、金青 | 網頁（页面存档备份，存于） | 3.45%               | 4.15%               |
| 0上一季－08月9日 19時55分－21時15分   | 六日     | 青鳥之家 파랑새의 집                       | 50    | KBS2     | 李浚赫 李相燁                        | 蔡秀彬、慶收真、崔明吉、千浩振、李惠淑、鄭元仲、宋鈺宿、鄭再順、方銀熙、南慶邑、嚴賢璟                                                 | 網頁（页面存档备份，存于） | 24.26%              | 23.68%              |
| 08月15日－0下一季 19時55分－21時15分  | 六日     | 拜託了，媽媽 부탁해요, 엄마                | 54    | KBS2     | 柳真 李尚禹                          | 高斗心、金甲洙、金美淑、宋承煥、金英玉、吳閔碩、孫汝恩、崔泰俊、趙寶兒、南琪愛、黃貞敏、太航浩、閔智雅、金素英、吉政佑                 | 網頁（页面存档备份，存于） | 25.83%              | 27.51%              |
| 0上一季－08月30日 20時45分－21時55分  | 六日     | 讓女人哭泣 여자를 울려                     | 40    | MBC      | 金諪恩 宋昶儀                        | 夏希羅、李泰蘭、吳大奎、印喬鎮、李順載、徐友蘭、金志映、韓怡書、陳善奎、池一株、韓寶貝、朴尚玄、李多仁、申志雲、韓鍾英                 | 網頁（页面存档备份，存于） | 18.70%              | 19.08%              |
| 09月5日－0下一季 20時45分－21時55分   | 六日     | 媽媽 엄마                                  | 50    | MBC      | 車和娟 朴英奎                        | 張瑞希、金錫勛、洪洙賢、李太成、李文植、陳熙瓊、李世昌、尹美羅、崔用閔、金秉世、尹宥善、金藝玲、閔都凞、姜漢娜、崔藝瑟、羅宗燦、崔秀琳 | 網頁（页面存档备份，存于） | 16.26%              | 17.76%              |
| 0上一季－08月2日 21時40分－22時30分   | 六日     | 懲毖錄 징비록                              | 50    | KBS1     | 金相中 金太祐                        | 金惠恩、盧英學、林東真、宣東爀、崔哲浩、李在勇、南成鎮、金圭哲                                                                         | 網頁（页面存档备份，存于） | 9.10%               | 11.17%              |
| 0上一季－08月30日 21時55分－23時15分  | 六日     | 女王之花 여왕의 꽃                         | 50    | MBC      | 金成鈴                               | 李鐘赫、李聖經、尹博、金美淑、張勇、鮮于龍女、趙炯基、宋鈺宿、李亨哲、張英南、高佑麗、姜泰伍                                           | 網頁（页面存档备份，存于） | 14.79%              | 15.34%              |
| 09月5日－0下一季 21時55分－23時15分   | 六日     | 我的女兒，琴四月 내 딸, 금사월             | 51    | MBC      | 錢忍和 白珍熙                        | 朴元淑、朴相元、孫暢敏、都知嫄、金姬貞、安內相、尹福仁、尹賢旻、朴世榮、都想友、宋昰昀、崔大哲、李妍度、姜萊燕、金智怜、李泰友         | 網頁（页面存档备份，存于） | 23.77%              | 26.11%              |
| 0上一季－08月16日 21時55分－23時15分  | 六日     | 愛你的時間 너를 사랑한 시간                | 16    | SBS      | 河智苑 李陣郁                        | 尹鈞相、秋秀賢、申正根、徐珠熙、陳慶、宇賢、李柱勝、崔正元、姜萊燕、張成元、李東振、徐東健、洪仁永、高媛熙、優熙                       | 網頁（页面存档备份，存于） | 5.93%               | 6.24%               |
| 08月22日－0下一季 21時55分－23時15分  | 六日     | 我有愛人了 애인 있어요                     | 50    | SBS      | 金賢珠 池珍熙                        | 朴韓星、李奎翰、獨孤永宰、崔政宇、羅映姬、金青、孔炯軫、白智媛、張元英、李承亨、李尚勳、徐東沅                                         | 網頁（页面存档备份，存于） | 4.80%               | 6.78%               |
| 0上一季－08月9日 23時00分－24時00分   | 六日     | 我的美麗新娘 아름다운 나의신부             | 16    | OCN      | 金武烈 李詩英                        | 高聖熙、柳承秀、朴海俊、孫鍾赫、李在勇、李丞涓、趙漢哲、金盛勳、朴賢宇、李善雅                                                         | 網頁（页面存档备份，存于） | 1.28%               | 0.909%              |
| 07月4日－09月5日 24時10分－25時10分   | 六       | 深夜食堂 심야식당                          | 20    | SBS      | 金勝友                               | 崔宰誠、南太鉉、鄭漢憲、朱遠成、朴俊勉、潘敏貞、孫華玲、張熙貞、姜書妍、孫尚慶                                                         | 網頁（页面存档备份，存于） | 2.20%               | 2.31%               |
| 08月23日－0下一季 23時00分－24時00分  | 日       | 能看見鬼的警察處容 2 귀신 보는 형사 처용 2 | 10    | OCN      | 吳智昊 全烋星 河戀姝                 | 朱鎮模、柳承穆、延濟旭、金權 | 網頁（页面存档备份，存于） | 1.43%               | 1.468%              |

## 2015年秋季（10月至12月）
| 播放日期 播放時間(KST)                   | 逢 星 期 | 中文劇名 韓文劇名                           | 集 數 | 電 視 台            | 演員                                 | 演員 | 官方 網頁                  | 平均收視率 （全國） | 平均收視率 （全國） |
| 播放日期 播放時間(KST)                   | 逢 星 期 | 中文劇名 韓文劇名                           | 集 數 | 電 視 台            | 主演                                 | 其他演員 | 官方 網頁                  | TNmS                | AGB                 |
| ---------------------------------------- | -------- | ------------------------------------------- | ----- | ------------------- | ------------------------------------ | --- | -------------------------- | ------------------- | ------------------- |
| 0上一季－010月30日 7時50分－8時30分      | 一至五   | 夏娃的愛情 이브의 사랑                      | 120   | MBC                 | 尹世雅 金玟鏡                        | 李在皇、金永勳、尹鍾和、李東河、李政吉、梁錦錫、琴寶羅、李慶實、陳書妍、林度允、呂會賢 | 網頁（页面存档备份，存于） | 13.31%              | 11.22%              |
| 011月2日－0下一季 7時50分－8時30分       | 一至五   | 明天也勝利 내일도 승리                      | 130   | MBC                 | 全昭旻                               | 崔弼立、宋元根、劉浩琳、李智賢、吳美妍、李輝香 | 網頁（页面存档备份，存于） | 下一季              | 下一季              |
| 0上一季－012月31日 8時30分－9時10分      | 一至五   | 媽媽我媳婦 어머님은 내 며느리               | 136   | SBS                 | 金惠利 沈宜英                        | 金正鉉、文寶玲、李漢偉、李善浩、權成德、吳英實、權在熙、崔成浩、李真雅、金娜美、成昌勳、金東均、姜恩嬪、姜瑞俊                                                                               | 網頁（页面存档备份，存于） | 13.22%              | 12.83%              |
| 0上一季－0下一季 9時00分－9時40分        | 一至五   | 星星閃爍 별이 되어 빛나리                   | 128   | KBS2                | 高媛熙                               | 李夏率、車道鎮、徐允兒、林湖、趙銀淑、金藝玲、黃金熙、金幼彬、尹朱尚 | 網頁（页面存档备份，存于） | 下一季              | 下一季              |
| 0上一季－010月22日 9時40分－10時30分     | 一至四   | 不哭鳥 울지 않는 새                         | 100   | tvN                 | 吳賢慶 洪雅凜                        | 姜志燮、金佑錫、安載民、白勝熙、崔尚勳、崔秀琳 | 網頁                       | －                  | 1.476%              |
| 0上一季－012月4日 19時15分－19時55分     | 一至五   | 偉大的糟糠之妻 위대한 조강지처              | 121   | MBC                 | 姜成妍 金志映 黃雨瑟惠               | 李鍾原、安在模、黃東柱、金東賢、楊姬瓊、李甫姬、朴東彬、明志娟、鄭有錫、陳藝瑟、安慧京、崔志浩、鄭允慧                                                                                       | 網頁（页面存档备份，存于） | 10.15%              | 10.27%              |
| 012月7日－0下一季 19時15分－19時55分     | 一至五   | 최고의 연인                                 | 116   | MBC                 | 夏希羅 姜珉耿                        | 鄭燦、卞貞秀、趙安、郭熙聖、姜泰伍、金宥美、金曙羅、吳美妍、金英蘭、鄭漢憲、李雅賢、安寶賢、李賢旭、黃曉熙、李高恩                                                                           | 網頁（页面存档备份，存于） | 下一季              | 下一季              |
| 0上一季－012月11日 19時20分－20時00分    | 一至五   | 歸來的黃金福 돌아온 황금복                  | 125   | SBS                 | 申多恩                               | 李伊利雅、鄭恩宇、金鎮祐、沈慧珍、全美善、全盧民、李惠淑、鮮在德、金娜雲、金英玉、金允慶、文千植                                                                                             | 網頁（页面存档备份，存于） | 11.86%              | 11.37%              |
| 012月14日－0下一季 19時20分－20時00分    | 一至五   | 魔女之城 마녀의 성                          | 120   | SBS                 | 崔貞媛                               | 徐芝釋、李海仁、俞知仁、申東美、安信源、羅文姬、鄭漢溶、崔日和、金宣敬、金承煥、金旻熹、鄭旭、孫華玲、李瑟菲                                                                                 | 網頁（页面存档备份，存于） | 下一季              | 下一季              |
| 0上一季－0下一季 19時50分－20時30分      | 一至五   | 全都會好的 다 잘될 거야                     | 102   | KBS2                | 崔允英 郭時陽                        | 嚴賢璟、宋在熙、許正民、韓寶凜、姜信日、李京進、尹素貞、鄭承浩、李和映、趙美玲 | 網頁（页面存档备份，存于） | 下一季              | 下一季              |
| 0上一季－010月30日 20時25分－21時05分    | 一至五   | 守護家族 가족을 지켜라                      | 123   | KBS1                | 在喜 姜星                            | 邊熙峰、潘曉靜、崔日和、李輝香、嚴侑信、朴哲浩、林性珉、林彩媛、申承煥、朴孝珍、金東允、鄭惠仁、Romina、李烈音、榮旻、鄭多彬                                                                 | 網頁（页面存档备份，存于） | 24.38%              | 23.84%              |
| 011月2日－0下一季 20時25分－21時05分     | 一至五   | 我們家蜜罈子 우리집 꿀단지                  | 129   | KBS1                | 宋枝恩 李在濬                        | 徐伊安、金民修、金容琳、崔明吉、李瑩河、金佑錫、柳惠利、崔秀琳、崔大哲、安善英、朱多英、呂訓民、柳妍美、金慶雄、李正浩、溫祖、崔賢、李慶英、李坎熙、成小允                                   | 網頁（页面存档备份，存于） | 下一季              | 下一季              |
| 0上一季－011月6日 20時55分－21時30分     | 一至五   | 像你的女兒 딱 너 같은 딸                    | 120   | MBC                 | 李水京 姜慶俊                        | 吉用祐、金惠鈺、鄭普碩、朴海美、李炳俊、禹喜珍、李池勳、鄭彗星、趙宇麗、鄭宇植 | 網頁（页面存档备份，存于） | 9.77%               | 10.45%              |
| 011月9日－0下一季 20時55分－21時30分     | 一至五   | 美麗的你 아름다운 당신                      | 122   | MBC                 | 李昭娟 姜恩卓                        | 徐道永、朴根瀅、潘曉靜、鄭愛利、文熙慶、韓基鐘、金奎善、呂義柱、孔明、李瑟雅、李詩媛 | 網頁（页面存档备份，存于） | 下一季              | 下一季              |
| 010月5日－011月10日 22時00分－23時15分   | 一二     | 無理的前進 발칙하게 고고                    | 12    | KBS2                | 鄭恩地 李源根                        | 蔡秀彬、車學沇、Jisoo、金知碩、李美桃、印喬鎮、朴海美、金汝真、崔德文、高水熙、吉海娟、金民浩、姜敏兒、申載夏、孫炳俊、朴侑娜、吳雲、姜具凜、鄭海娜                                          | 網頁（页面存档备份，存于） | 4.01%               | 3.41%               |
| 011月16日－0下一季 22時00分－23時15分    | 一二     | Oh My Venus 오 마이 비너스                  | 16    | KBS2                | 蘇志燮 新慜娥                        | 鄭糠雲、柳仁英、Henry、成勛、陳慶、趙恩智 | 網頁（页面存档备份，存于） | 下一季              | 下一季              |
| 010月5日－0下一季 22時00分－23時15分     | 一二     | 華麗的誘惑 화려한 유혹                      | 50    | MBC                 | 崔江姬 朱相昱                        | 車藝蓮、鄭進永、金昌完、羅映姬、金浩鎮、金美京、尹海英、金範來、張英南、朴貞雅、趙軟祐、張元英、徐慶花、廉在旭、金正旭、韓素英、李彩恩、金亨奎、尹秀、李庭敏、申秀晶、金賽綸、南柱赫、金寶拉 | 網頁（页面存档备份，存于） | 下一季              | 下一季              |
| 010月5日－0下一季 22時00分－23時15分     | 一二     | 六龍飛天 육룡이 나르샤                      | 50    | SBS                 | 金明民 劉亞仁                        | 申世景、卞耀漢、尹鈞相、千浩振、鄭柔美、崔鍾元、全國煥、安奭奐、趙英鎮、徐鉉哲、崔鐘煥、全盧民、徐宜淑、曹熙奉、孔昇延、徐東沅、李承洨、朴成勳、金姬貞、朴赫權、韓尚進                       | 網頁（页面存档备份，存于） | 下一季              | 下一季              |
| 0上一季－010月5日 23時00分－24時20分     | 一二     | 沒禮貌的英愛小姐14 막돼먹은 영애씨 시즌14   | 17    | tvN                 | 金賢淑                               | 李承俊、金山浩、宋民亨、金正荷、趙德濟、尹瑞賢、羅美蘭、高世元、鄭志順、鄭多惠、朴斗植、趙賢榮、朴善浩、沙佐·金                                                                              | 網頁（页面存档备份，存于） | －                  | 2.582%              |
| 010月26日－012月15日 23時00分－24時20分  | 一二     | 泡泡糖 풍선껌                               | 16    | tvN                 | 李棟旭 鄭麗媛                        | 李鐘赫、朴喜本、裴宗玉、朴俊琴、金正蘭、朴元相、李承俊、金利娜、李文秀、徐正妍、高寶潔、安炳浩、孫炳俊、池河允、金思權、朴成根                                                               | 網頁（页面存档备份，存于） | 1.19%               | 1.205%              |
| 011月2日－0下一季 20時30分－21時20分     | 一       | 英雄們 영웅들                               | 16    | QTV                 | 崔鍾訓                               | 李伊利雅、朴斗植、金建浩、金序鎮、高那英 |                            | 下一季              | 下一季              |
| 011月24日－0下一季 20時50分－21時30分    | 二       | 想像貓 상상고양이                           | 8     | MBC every1          | 俞承豪 曹惠靜                        | 朴哲民、李伊、金賢俊、崔泰煥、金民錫、沈敏、頌樂 | 網頁                       | 下一季              | 下一季              |
| 0上一季－0下一季 22時00分－23時15分      | 三四     | 生意之神－客主2015 장사의 신 - 객주 2015    | 41    | KBS2                | 張赫 金玟廷                          | 劉五性、韓彩雅、李德華、朴恩惠、金學哲、金圭哲、金日宇、金明樹、朴相勉、林湖、梁瀞疋、鄭泰祐、李達亨、林大浩、柳談、文佳煐                                                                   | 網頁                       | 下一季              | 下一季              |
| 0上一季－011月11日 22時00分－23時15分    | 三四     | 她很漂亮 그녀는 예뻤다                      | 16    | MBC                 | 黃正音 朴敘俊                        | 高濬熙、崔始源、金河均、李炳俊、朴忠善、黃錫晶、尹宥善、李一花、徐正妍、申東美、安世河、趙昌根、申惠善、朴有煥、姜秀珍                                                                       | 網頁（页面存档备份，存于） | 12.17%              | 13.36%              |
| 011月18日－0下一季 22時00分－23時15分    | 三四     | 甜蜜殺氣的家族 달콤살벌 패밀리              | 16    | MBC                 | 鄭俊鎬 文晶熙                        | 鄭雄仁、裕善、金應洙、吳美妍、池秀媛、金炳春、徐賢哲、崔民哲、金大令、趙智煥、朴熙珍、趙達煥、金信、賈得熙、金權、孫可瑩、李旼赫、方珉雅、金志珉                                             | 網頁（页面存档备份，存于） | 下一季              | 下一季              |
| 0上一季－010月1日 22時00分－23時15分     | 三四     | 龍八夷 용팔이                               | 18    | SBS                 | 周元 金泰希                          | 趙顯宰、蔡貞安、鄭雄仁、Stephanie Lee | 網頁（页面存档备份，存于） | 16.41%              | 18.27%              |
| 010月7日－012月3日 22時00分－23時15分    | 三四     | 村莊：阿雉阿拉的祕密 마을 - 아치아라의 비밀 | 16    | SBS                 | 文瑾瑩 陸星材                        | 申恩慶、溫朱莞、張熙軫 | 網頁（页面存档备份，存于） | 5.43%               | 5.96%               |
| 012月9日－0下一季 22時00分－23時15分     | 三四     | Remember－兒子的戰爭 리멤버 - 아들의 전쟁   | 20    | SBS                 | 俞承豪 朴敏英                        | 南宮珉、朴誠雄、田光烈、李原種、嚴孝燮、李施彥、鄭珠蓮、鄭仁基、朴賢淑、孟床訓 | 網頁（页面存档备份，存于） | 下一季              | 下一季              |
| 010月7日－011月25日 23時00分－24時00分   | 三       | 因為是第一次 처음이라서                     | 8     | OnStyle             | 崔珉豪 朴素丹                        | 金旻載、李伊庚、曹惠靜、鄭幼珍 | 網頁（页面存档备份，存于） | －                  | －                  |
| 011月11日 23時00分－25時00分             | 三       | 雪蓮花 설련화                               | 2     | SBS                 | 李智雅、池珍熙、徐智慧、安宰賢、崔珉 | 李智雅、池珍熙、徐智慧、安宰賢、崔珉 | 網頁（页面存档备份，存于） | 3.60%               | 4.60%               |
| 010月29日 －012月18日 12時30分－13時30分 | 四五     | You Will Love Me 유일랍미                   | 16    | Drama H TRENDY      | 吳昶錫 李泰林                        | 李敏英、唯一、朴熙珍、孫建佑、朴元斌、申曉靜 | 網頁                       | －                  | －                  |
| 012月10日－0下一季 23時00分－24時00分    | 三       | 對我乾杯 나에게 건배                        | 10    | O`live UMAX         | 尹珍序                               | 李載允、裴盧麗、全憲太、金蘭輝 | 網頁                       | －                  | －                  |
| 011月6日－0下一季 19時50分－21時40分     | 五六     | 請回答1988 응답하라 1988                    | 20    | tvN                 | 成東日 李一花                        | 羅美蘭、金成均、崔茂成、金善映、劉在明、柳惠英、李惠利、高庚杓、柳俊烈、朴寶劍、安宰洪、李東輝、崔盛元                                                                                       | 網頁（页面存档备份，存于） | 下一季              | 下一季              |
| 0上一季－010月17日 20時30分－21時45分    | 五六     | 第二個二十歲 두번째 스무살                  | 16    | tvN                 | 崔智友 李相侖                        | 崔元英、孫娜恩、金旻載、朴孝珠、崔允素、盧英學、鄭秀英、陳奇周、金康鉉 | 網頁                       | 5.49%               | 5.430%              |
| 0上一季－011月21日 20時30分－21時40分    | 五六     | D-Day 디 데이                               | 20    | JTBC                | 金英光 庭沼珉 河錫辰                 | 李璟榮、車仁杓、金相浩、金惠恩、尹周熙、金晶和、李成烈、李京進、呂武英、高圭弼、金在和、宋智浩、朱賢鎮、金尚日、金基茂                                                                       | 網頁                       | 1.32%               | 1.170%              |
| 012月26日 8時30分－23時15分              | 六       | 你的窺視 너를 노린다                        | 2     | SBS                 | 柳德煥 權律                          | 張英南、徐俊英、崔太煥、李昌旭、吳大煥、金鎮祐、李在均、金昌煥、韓才碩、吳雅妍、崔貴和、林智圭、曹熙奉                                                                                       | 網頁（页面存档备份，存于） | 3.6%                | 3.0%                |
| 0上一季－0下一季 19時55分－21時15分      | 六日     | 拜託了，媽媽 부탁해요, 엄마                 | 54    | KBS2                | 柳真 李尚禹                          | 高斗心、吳閔碩、崔泰俊、金美淑、金甲洙、趙寶兒、孫汝恩 | 網頁（页面存档备份，存于） | 下一季              | 下一季              |
| 0上一季－0下一季 20時45分－21時55分      | 六日     | 媽媽 엄마                                   | 50    | MBC                 | 車和娟 朴英奎                        | 張瑞希、金錫勛、洪洙賢、李太成、李文植、陳熙瓊、李世昌、尹美羅、崔用閔、金秉世、尹宥善、金藝玲、閔都凞、姜漢娜、崔藝瑟、羅宗燦、崔秀琳                                                       | 網頁（页面存档备份，存于） | 下一季              | 下一季              |
| 010月24日－011月29日 21時40分－23時00分  | 六日     | 錐子 송곳                                   | 12    | JTBC                | 智鉉寓 安內相                        | 顯祐、藝聲、金佳恩、朴時煥、金希沅 | 網頁                       | 1.70%               | 1.575%              |
| 0上一季－0下一季 21時55分－23時15分      | 六日     | 我的女兒，琴四月 내 딸, 금사월              | 51    | MBC                 | 錢忍和 白珍熙                        | 朴元淑、朴相元、孫暢敏、都知嫄、金姬貞、安內相、尹福仁、尹賢旻、朴世榮、都想友、宋昰昀、崔大哲、李妍度、姜萊燕、金智怜、李泰友                                                               | 網頁（页面存档备份，存于） | 下一季              | 下一季              |
| 0上一季－0下一季 21時55分－23時15分      | 六日     | 我有愛人了 애인 있어요                      | 50    | SBS                 | 金賢珠 池珍熙                        | 朴韓星、李奎翰、獨孤永宰、崔政宇、羅映姬、金青、孔炯軫、白智媛、張元英、李承亨、李尚勳、徐東沅                                                                                               | 網頁（页面存档备份，存于） | 下一季              | 下一季              |
| 0上一季－010月18日 23時00分－24時00分    | 日       | 能看見鬼的警察處容 2 귀신 보는 형사 처용 2  | 10    | OCN                 | 吳智昊 全烋星 河戀姝                 | 朱鎮模、柳承穆、延濟旭、金權、呂賢秀、宋鍾鎬 | 網頁（页面存档备份，存于） | 1.43%               | 1.468%              |
| 011月8日－0下一季 23時00分－23時55分     | 日       | Riders：抓住明日 라이더스: 내일을 잡아라    | 12    | E Channel DRAMAcube | 金東昱 李清娥                        | 崔汝珍、尹仲勳、崔珉、吉海娟、張浩日、鄭怡朗、李姬珍、美嵐、趙炳奎 | 網頁（页面存档备份，存于） | 下一季              | 下一季              |
| 012月13日－012月20日 24時05分－25時25分  | 日       | 撲通撲通LOVE 퐁당퐁당 Love                  | 2     | MBC                 | 金瑟琪 尹斗俊                        | 陳琪周、安孝燮、李對淵、鄭奎洙、金甲洙、高奎畢、林藝真 | 網頁（页面存档备份，存于） | 2.90%               | 3.25%               |

## 收視率
- 上表收視率資料僅提供全國收視，並為該劇全劇收視平均。

## 相關項目
- 韓國電視劇列表
- 中國大陸電視劇列表 (2015年)
- 翡翠台電視劇集列表 (2015年)
- 高清翡翠台電視劇集列表 (2015年)
- 台灣劇集列表 (2015年)
- 日本劇集列表 (2015年)
- 無綫電視外購韓國劇集列表 (2015年)
- 台灣播出之韓劇列表 (2015年)